# Wilhelm Balthasar
Wilhelm Balthasar (* 2. Februar 1914 in Fulda; † 3. Juli 1941 in Aire-sur-la-Lys) war ein deutscher Luftwaffenoffizier und Jagdflieger im Zweiten Weltkrieg.

## Militärische Laufbahn
Balthasar trat 1933 in das 3. (Preußisches) Artillerie-Regiment in Frankfurt (Oder) ein. 1935 wechselte er zur Luftwaffe. Am 20. April 1935 wurde er zum Leutnant befördert.
Nach Abschluss seiner Jagdfliegerausbildung meldete sich Balthasar freiwillig zur Legion Condor und wurde dort Mitglied der Kampfgruppe 88. Für sieben erreichte Luftsiege wurde er am 18. Januar 1938 zum Oberleutnant befördert und mit der höchsten Stufe des Spanienkreuzes ausgezeichnet.
Beim Überfall auf Polen im September 1939 war Balthasar Angehöriger des Jagdgeschwaders 1. Nach wenigen Wochen wechselte er an die Westfront als Kommandeur der 7. Staffel des Jagdgeschwaders 27. Zum Ende des Westfeldzugs im Juni 1940 war er mit 23 Luftsiegen der erfolgreichste Jagdflieger der deutschen Luftwaffe. Dafür wurde er am 14. Juni 1940 als zweiter Jagdflieger der Luftwaffe nach Werner Mölders mit dem Ritterkreuz des Eisernen Kreuzes ausgezeichnet.
Im Juli 1940 wurde Balthasar erst Kommandeur der III. Gruppe des Jagdgeschwaders 2 „Richthofen“ und am 16. Februar 1941 der Kommodore des JG 2. Am 2. Juli 1941 wurde ihm für 40 bestätigte Luftsiege im Zweiten Weltkrieg als 17. Soldaten der Wehrmacht das Eichenlaub zum Ritterkreuz des Eisernen Kreuzes verliehen.

### Tod

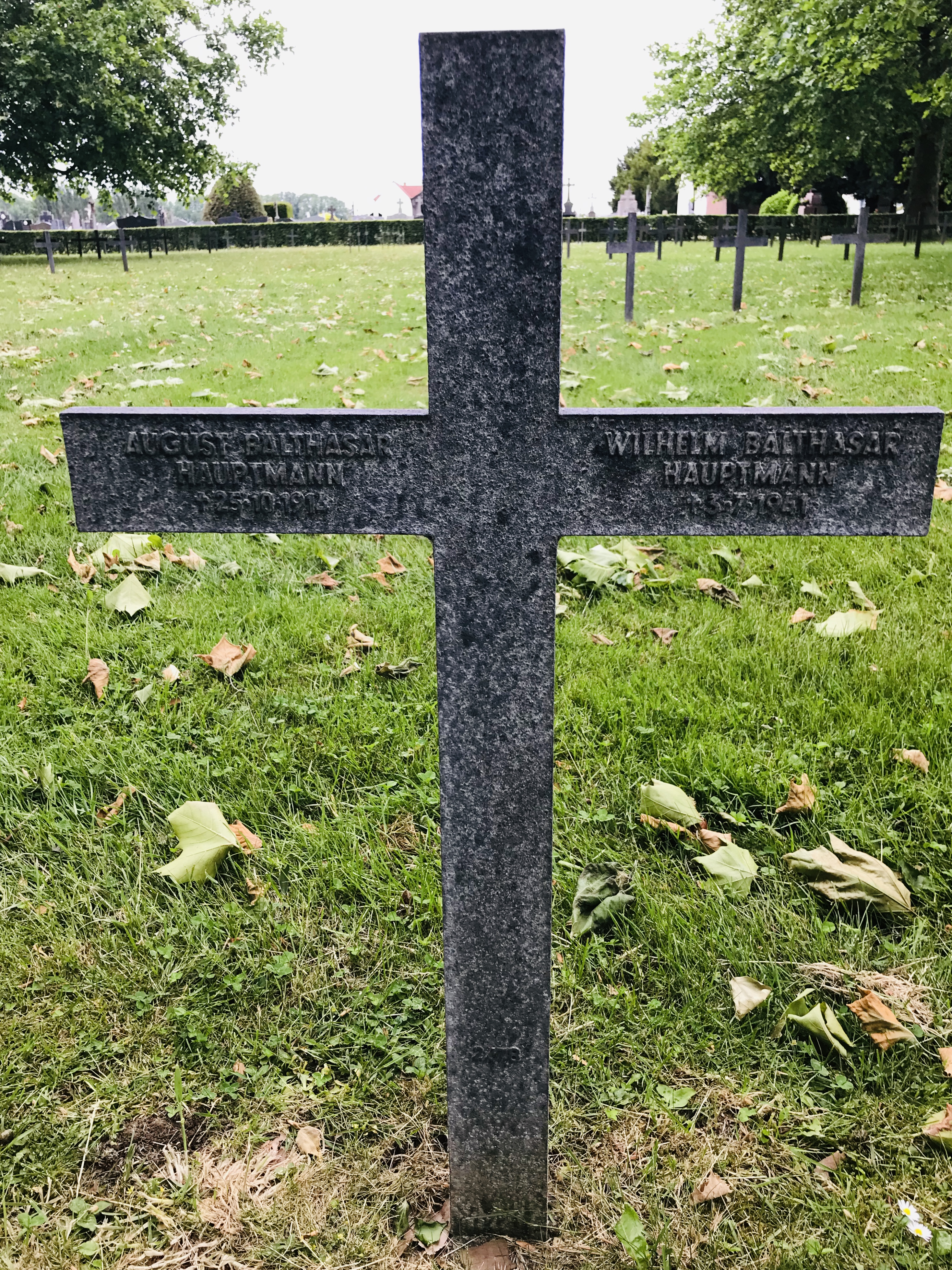
Grabstätte auf dem Soldatenfriedhof Illies

Am 3. Juli 1941 wurde Balthasar bei einem Luftkampf mit britischen Jagdfliegern über Aire-sur-la-Lys in Frankreich getötet.  Als er durch Trudeln seinem Gegner entkommen wollte, brachen die Tragflächen seiner Messerschmitt Bf 109 F-4 ab und die Maschine schlug in der Nähe von Saint-Omer auf. Balthasar hatte keine Chance sich durch Absprung zu retten. Posthum wurde Balthasar zum Major befördert und an der Seite seines im Ersten Weltkrieg gefallenen Vaters in Flandern beigesetzt. Die Oberschule für Jungen seiner Geburtsstadt Fulda (seit 1959 Freiherr-vom-Stein-Gymnasium) nannte sich von 1942 bis zum Kriegsende "Wilhelm-Balthasar-Schule".

## Auszeichnungen
- Spanienkreuz in Gold mit Schwertern und Brillanten am 20. Juni 1939[1]
- Eisernes Kreuz (1939) II. und I. Klasse
- Ritterkreuz des Eisernen Kreuzes mit Eichenlaub[2]
  - Ritterkreuz am 14. Juni 1940
  - Eichenlaub am 2. Juli 1941 (17. Verleihung)
- Erwähnung im Wehrmachtbericht am 15. Juni 1940, 2. Juli 1941 und 10. Juli 1941.

## Familie
Wilhelm Wolfgang Balthasar war das jüngste Kind des Oberförsters August Balthasar (* 1872 in Kassel; gefallen am 25. Oktober 1914 in Neuve Chacquelle) und dessen Ehefrau Ina Mühlhausen (1876–1949). 1940 heiratete Wilhelm Lohre Drohn (* 7. Juli 1918,  † 21. November 2016 in Braunschweig). 1941 wurde der Sohn Wolff geboren.